# Tom Lanoye
Tom Lanoye (Sint-Niklaas, 27 agosto 1958) è uno scrittore, sceneggiatore e drammaturgo belga, di etnia fiamminga.

## Biografia
Presente a numerose manifestazioni teatrali ed eventi culturali, è uno dei più importanti autori della scena culturale contemporanea di lingua olandese. Tutt'oggi divide la sua attività tra Anversa e Città del Capo.
Figlio di un macellaio, ha studiato Filologia tedesca all'Università di Gent e si è laureato con una tesi sulla poesia di Hans Warren. Interviene occasionalmente come ospite di radio e televisione olandese, suscitando interesse per le sue provocazioni e le sue riflessioni argute. Si dichiara ateo.
Del 1985 è il suo debutto letterario, col romanzo semi-autobiografico Een slagerszoon met een brilletje (Figlio di un macellaio con gli occhiali). In seguito all'apparizione di questo libro e ad alcune presenze in televisione diviene popolare nelle Fiandre.
Segue la pubblicazione di altri libri ben accolti dal pubblico fiammingo, come Alles moet weg (Tutto deve andare) del 1988, il malinconico Kartonnen dozen (Le scatole di cartone) e la trilogia Het goddelijke monster (Il mostro divino), Zwarte tranen (Lacrime nere) e Boze tongen (Male lingue), che l'emittente televisiva olandese VRT ha adattato nel 2011 per una miniserie televisiva.
Del 2006 è il suo romanzo Het derde huwelijk (Il terzo matrimonio), divenuto presto un best seller, e del 2009 è Sprakeloos (Senza parole).
Nel 2013 ha ottenuto il Constantijn Huygensprijs per l'opera omnia.

## Opere tradotte in italiano
- Il terzo matrimonio (Het derde huwelijk, 2006), Roma, Nutrimenti, 2019 traduzione di Franco Paris ISBN 978-88-6594-675-6.